# 雲井站 (日本)
雲井站（日语：／ Kumoi eki */?）是位於滋賀縣甲賀市信樂町牧，屬於信樂高原鐵道的信樂線車站。

## 車站構造

### 站房
單層木站房一座，由開業至今一直使用至今。出入口位於右方，正門及剪票口均不設門扉，進站後即為候車大堂，左右各設有一張以原塊木板、嵌在牆上的支撐木邊及腳柱所搭成，左側為已原站務室，窗口部份早已圍封。
站房右側設有一座男、女獨立式洗手間，前方設有巴士站。

### 月台

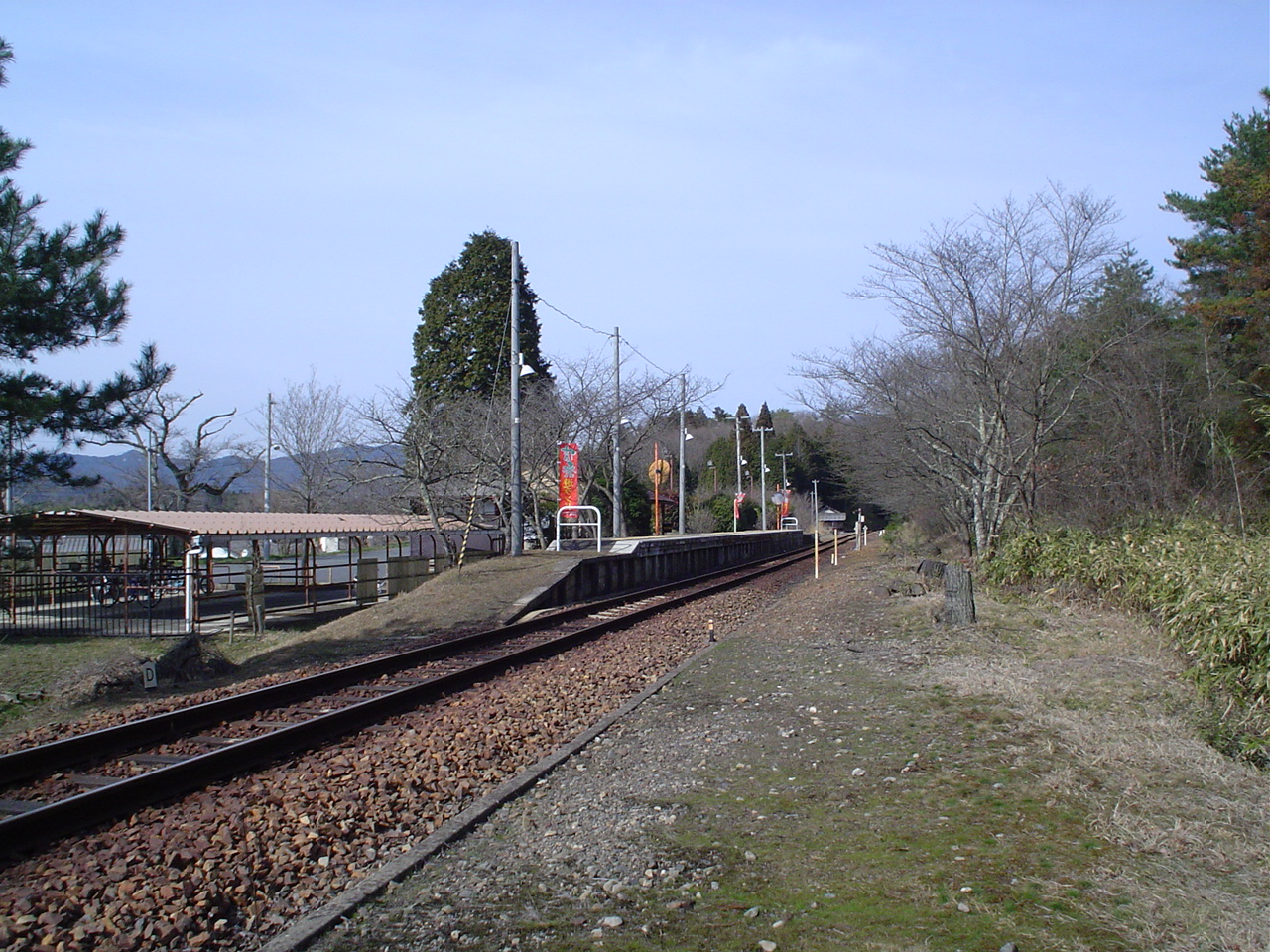
月台（2008年3月）

設有1面1線的單式月台。而站內也保留著舊貨物月台的側線。
列車靠站時，往信樂方向為右側上落，往貴生川方向為左側上落。
| 路線    | 方向 | 目的地     |
| ------- | ---- | ---------- |
| ■信樂線 | 上行 | 貴生川方向 |
| ■信樂線 | 下行 | 信樂方向   |

## 歷史
- 1933年5月8日：車站啟用[2]。
- 1943年10月1日：信樂線暫停服務（不要不急線）[3]。
- 1947年7月25日：路線重開[4][5]。
- 1962年5月11日：降為無人車站[6]。
- 1987年：

- 4月1日：隨國鐵分割民營化，車站由西日本旅客鐵道（JR西日本）營運。
- 7月13日：信樂線由信樂高原鐵道繼承。

## 使用狀況
以下為近年一日平均乘車人次列表：
| 年度               | 一日平均 乘車人次 |
| ------------------ | ----------------- |
| 2011年（平成23年） | 185               |
| 2012年（平成24年） | 187               |
| 2013年（平成25年） | 170               |
| 2014年（平成26年） | 155               |
| 2015年（平成27年） | 166               |
| 2016年（平成28年） | 180               |
| 2017年（平成29年） | 147               |

## 車站周邊
- 甲賀市立雲井小學
- 國道307號（日语：国道307号）

## 巴士路線
| 乘車處 | 系統         | 主要途經           | 目的地   | 巴士公司       | 備註                                        |
| ------ | ------------ | ------------------ | -------- | -------------- | ------------------------------------------- |
| 雲井站 | 宮尾巡回路線 | 北黃瀨、東出、岡出 | 雲井站   | 甲賀市社區巴士 | 部分班次不途經國立醫院 於平日早上11時前行走 |
| 雲井站 | 宮尾巡回路線 | 岡出、東出、北黃瀨 | 雲井站   | 甲賀市社區巴士 | 部分班次不途經國立醫院 於平日11時起行走     |
| 雲井站 | 宮尾巡回路線 | 國立醫院、岡出     | 雲出站   | 甲賀市社區巴士 | 平日只有1班                                 |
| 雲井   | 10           | 勅旨、陶藝之森     | 信樂站   | 帝產湖南交通   | 只於平日下午行走                            |
| 雲井   | 10           | 大鳥居、平野       | 田上車廠 | 帝產湖南交通   | 下午行走                                    |

## 相鄰車站
信樂高原鐵道
■信樂線
紫香樂宮蹟－雲井－勅旨

## 外部連結
- 信樂高原鐵道全線車站資訊 （页面存档备份，存于）（日語）